# Trofeo de la Copa Sudamericana
El trofeo de la Copa Sudamericana, es un trofeo que se entrega a los ganadores de la Copa Sudamericana, torneo creado por la Confederación Sudamericana de Fútbol (Conmebol). El trofeo nunca ha sido cambiado o reemplazado desde el inicio del certamen en 2002. Los equipos ganadores de la Copa Sudamericana reciben una réplica oficial del trofeo.
El actual campeón es el Racing Club de Argentina, quien ganó la edición 2024, con un marcador de 3 a 1 en el tiempo reglamentario ante el Cruzeiro de Brasil en el Estadio General Pablo Rojas de la ciudad de Asunción del Paraguay.
Solo cinco clubes han conquistado el trofeo en más de una ocasión: Boca Juniors e Independiente (Argentina), Athletico Paranaense (Brasil), e Independiente del Valle y Liga de Quito (Ecuador),

## El trofeo
El trofeo es de menor tamaño que el entregado en la Copa Libertadores, es de color plata, con un balón adornado con estrellas en la parte superior, este balón posee en su parte central una cinta dorada con letras del mismo color y que describen la frase COPA SUDAMERICANA, en letras mayúsculas. Este balón es sostenido por dos pilares ondulados de color plateado y entre estos pilares, justo en la parte central del trofeo, se encuentra una pequeña placa circular de color plateado donde se muestra el emblema oficial de la Confederación Sudamericana de Fútbol. Esta placa fue cambiada en años recientes, ya que en un inicio la misma era de color dorado y representaba el antiguo emblema de la Conmebol. En la parte inferior se encuentra una plataforma de color negro que sostiene el trofeo.
El trofeo original reposa en el museo oficial de la Conmebol, sin embargo, es exhibido en la ceremonia de premiación en el caso de un club vencedor. A los clubes vencedores se les concede una réplica. La copa presenta las siguientes medidas: 45 cm de alto (la Libertadores es más grande, con 98 cm) y cuenta con un peso de 6,15 kg (13,31 kg para la Libertadores).
Los equipos campeones tienen derecho a lucir un parche especial en la manga izquierda, con la silueta del trofeo y el número de títulos obtenidos.

### Placas
En la base del trofeo se fija una pequeña placa plateada donde se muestra el año del club ganador de esa edición y el país de origen del equipo ganador. Esto con el objetivo de identificar a todos aquellos clubes ganadores.